# (39849) Giampieri
Pour les articles homonymes, voir Giampieri.
(39849) Giampieri est un astéroïde de la ceinture principale.

## Description
(39849) Giampieri est un astéroïde de la ceinture principale. Il fut découvert le 13 février 1998 à San Marcello Pistoiese par Luciano Tesi et Andrea Boattini. Il présente une orbite caractérisée par un demi-grand axe de 2,31 UA, une excentricité de 0,08 et une inclinaison de 6,3° par rapport à l'écliptique.

## Compléments